# Wheatus (musikalbum)
Wheatus är musikgruppen Wheatus debutalbum, släppt den 15 augusti 2000.

## Om albumet
Tre singlar släpptes från albumet; Teenage Dirtbag, A Little Respect och Wannabe Gangstar/Leroy. På Wannabe Gangstar medverkar Bruce Dickinson från gruppen Iron Maiden.

## Låtlista[1]
1. "Truffles" (Brendan B. Brown) – 2:10
2. "Sunshine" (Brown) – 3:16
3. "Teenage Dirtbag" (Brown) – 4:01
4. "A Little Respect" (Vince Clarke, Andy Bell) – 3:19
5. "Hump 'Em N' Dump 'Em" (Brown) – 3:38
6. "Leroy" (Brown) – 3:19
7. "Hey, Mr. Brown" (Brown) – 2:10
8. "Love Is a Mutt from Hell" (Brown) – 4:23
9. "Punk Ass Bitch" (Rich Leigey) – 3:09
10. "Wannabe Gangstar" (Brown) – 3:45